# Rannaküla (Saaremaa)
Rannaküla is een plaats in de Estlandse gemeente Saaremaa, provincie Saaremaa. De plaats telt 8 inwoners (2021). De naam betekent ‘stranddorp’.
Tot in oktober 2017 lag de plaats in de gemeente Pihtla. In die maand ging Pihtla op in de fusiegemeente Saaremaa. In de nieuwe gemeente lagen maar liefst vijf dorpen met de naam Rannaküla. Dit Rannaküla mocht als enige zijn naam houden. Drie andere dorpen werden omgedoopt, achtereenvolgens in Kirderanna, Laevaranna en Vaigu-Rannaküla. Het vijfde Rannaküla werd bij een buurdorp gevoegd.
Rannaküla ligt aan de zuidkust van het eiland Saaremaa. Het schiereiland Sääretükk, met daarop een vuurtoren, ligt op het grondgebied van de plaats.

## Geschiedenis
Rannaküla werd voor het eerst genoemd in 1923 onder de naam Ranna als nederzetting op het voormalige landgoed van Sandla. Rond 1939 kreeg de plaats de status van dorp (Estisch: küla).
In 1977 werd Ranna bij het buurdorp Nässuma gevoegd. In 1997 werd het onder de naam Rannaküla weer een zelfstandig dorp.